# Polypedilum javanum
Polypedilum javanum är en tvåvingeart som beskrevs av Kruseman 1939. Polypedilum javanum ingår i släktet Polypedilum och familjen fjädermyggor. Inga underarter finns listade i Catalogue of Life.